# Anita Yvonne Stenberg

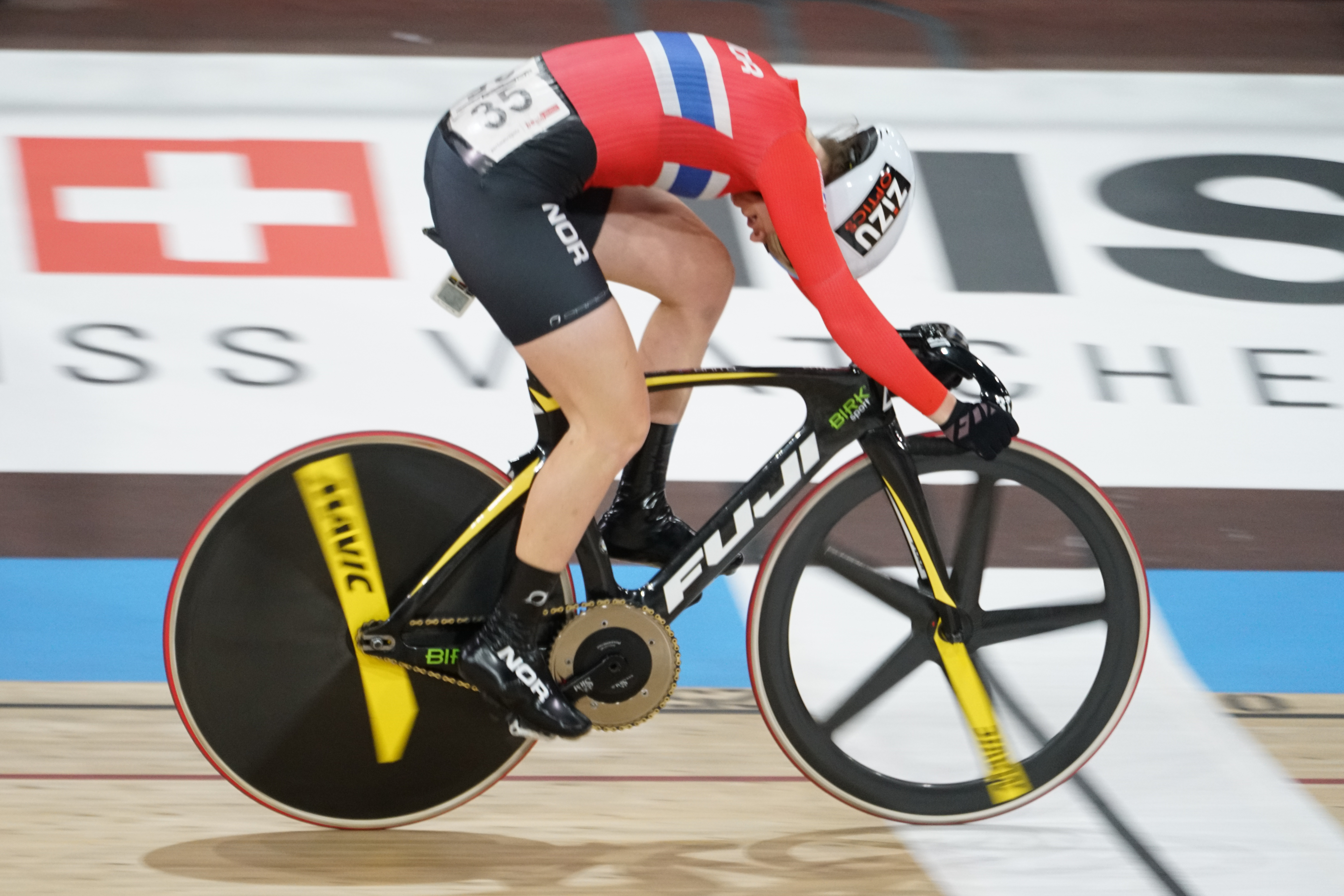
Stenberg im Punktefahren bei der Bahn-WM 2020 in Berlin

Anita Yvonne Stenberg (* 28. August 1992 in Drammen) ist eine norwegische Radsportlerin. Sie ist die einzige Sportlerin ihres Landes in den 2010er und Anfang der 2020er Jahre, die auf der Bahn international in der Elite erfolgreich ist. 2022 wurde sie Europameisterin im Scratch und errang damit die erste goldene Medaille im Radsport für ihr Land seit 50 Jahren.

## Sportliche Laufbahn
Anita Yvonne Stenberg begann mit dem Radsport zunächst auf der Straße. Als Juniorin nahm sie an den nationalen Bahnmeisterschaften teil und entdeckte ihre Vorliebe für den Bahnradsport. Allerdings gab es in Norwegen bis zur Eröffnung der Sola Arena im Jahre 2021 seit 1946 keine Hallen-Radrennbahn mehr, weshalb die Trainingsmöglichkeiten in Stenbergs Heimatland stark eingeschränkt waren. Die Sportler mussten zum Training ins Ausland ausweichen, ebenso die Meisterschaften. So wurden die Meisterschaften in den letzten Jahren in Hallen in Dänemark oder Polen ausgetragen. Stenberg zog deshalb im Alter von 20 Jahren in die Nähe von Kopenhagen, wo sie trainiert und zudem eine Ausbildung macht.
Seit Beginn der 2010er Jahre ist Stenberg in der Frauen-Elite des Radsports aktiv; so belegte sie 2013 den dritten Platz bei einem Bahnradsport-Rennen in Wien. Bis 2016 errang die Allrounderin auf der Bahn mindestens 16 norwegische Meistertitel, sowohl in den Kurzzeit- wie auch in den Ausdauerdisziplinen. Anfang 2017 wurde sie dreifache nordische Meisterin.
Stenberg ist derzeit (2017) die einzige norwegische Bahnradsportlerin, die sich auch international etabliert hat. Bei den Bahnradsport-Europameisterschaften 2015 im schweizerischen Grenchen belegte sie im Scratch Rang zehn. Im Jahr darauf wurde sie bei den Europameisterschaften Achte im Scratch und Fünfte im Omnium.
2017 errang Anita Yvonne Stenberg acht norwegische Meistertitel, wobei in allen Disziplinen außer ihr nur noch eine weitere Sportlerin, Tone Hatteland, am Start war. Die Meisterschaften wurden in der Thorvald Ellegaard Arena im dänischen Odense ausgetragen. Bei den Europameisterschaften 2017 in Berlin wurde sie Vierte im Punktefahren und Siebte im Omnium. Den Bahnrad-Weltcup 2017/18 schloss sie als Führende im Punktefahren ab. In der Saison darauf beendete sie den Weltcup als jeweils Neunte in Punktefahren und Omnium. In der Weltcup-Saison 2019/20 belegte Stenberg in den Gesamtwertungen Rang vier im Scratch, Rang fünf im Punktefahren und Platz drei im Omnium. Bei den Bahnradsport-Weltmeisterschaften 2020 in Berlin errang sie Bronze im Punktefahren. 2021 wurde Anita Stenberg als einzige Bahnradsportlerin ihres Landes für den Start im Omnium bei den Olympischen Spielen in Tokio nominiert. Sie belegte Rang fünf.
2022 wurde Stenberg in München Europameisterin im Scratch. Diese Medaille war die erste goldene im Radsport für Norwegen nach 50 Jahren, als Knut Knudsen bei den Olympischen Spielen, die ebenfalls in München stattfanden, Gold in der Einerverfolgung errang: 1995 hatte die norwegische Radsportlerin May Britt Våland bei den Weltmeisterschaften Bronze in der Einerverfolgung und Stenberg selbst 2020 Bronze im Punktefahren gewonnen. Im Jahr darauf wurde sie Europameisterin im Punktefahren. 2024 wurde sie Europameisterin im Omnium und belegte im Punktefahren Platz zwei.
2024 wurde Anita Yvonne Stenberg für die Olympischen Spiele in Paris nominiert. Dort belegte sie im Omnium Platz acht. Bei den Bahnweltmeisterschaften im selben Jahr holte sie Bronze in dieser Disziplin.

## Erfolge
2014
- Norwegische Meisterin – Sprint, 500-Meter-Zeitfahren, Einerverfolgung

2015
- Norwegische Meisterin – 500-Meter-Zeitfahren, Keirin, Punktefahren, Omnium, Einerverfolgung, Scratch

2016
- Norwegische Meisterin – 500-Meter-Zeitfahren, Sprint, Keirin, Einerverfolgung, Punktefahren, Scratch, Omnium

2017
- Nordische Meisterin – Sprint, Keirin, Punktefahren
- Norwegische Meisterin – 500-Meter-Zeitfahren, Sprint, Keirin, Einerverfolgung, Ausscheidungsfahren, Omnium, Punktefahren, Scratch

2018
- Gesamtwertung Bahn-Weltcup – Punktefahren
- Norwegische Meisterin – 500-Meter-Zeitfahren, Sprint, Keirin

2019
- Norwegische Meisterin – 500-Meter-Zeitfahren, Sprint, Keirin, Einerverfolgung, Omnium, Punktefahren, Scratch
- Weltcup in Hongkong – Scratch

2020
- Weltmeisterschaft – Punktefahren

2021
- Norwegische Meisterin – Omnium, Punktefahren, Scratch, Sprint, Ausscheidungsfahren

2022
- Europameisterin – Scratch
- UCI Track Champions League 2022 #1 in Palma – Ausscheidungsfahren
- Norwegische Meisterin – Omnium, Punktefahren, Sprint, Ausscheidungsfahren, Scratch

2023
- Europameisterin – Punktefahren
- Nations Cup in Milton – Ausscheidungsfahren
- Norwegische Meisterin – Omnium, Punktefahren, Sprint

2024
- Europameisterin – Omnium
- Europameisterschaften – Punktefahren
- Weltmeisterschaft – Omnium
- Track Champions League – zwei Einzelsiege

2025
- Europameisterin – Punktefahren